# Sidi Aissa Ben Ali
Sidi Aissa Ben Ali  (in arabo سيدي عيسى بن علي‎?) è un centro abitato e comune rurale del Marocco situato nella provincia di Fquih Ben Salah, regione di Béni Mellal-Khénifra. Conta una popolazione di 25 563 abitanti (2014).